# Pramogų Arena
La Pramogų Arena è un impianto polifunzionale situato a Vilnius, in Lituania.
Inaugurato nel 2002, lo stadio ha una capienza massima di 3 000 spettatori.